# ウェインフリート (オンタリオ州)
ウェインフリート（英: Wainfleet）は、オンタリオ州のナイアガラ地域に位置する人口6,258人の小さな町。ナイアガラ地域内では最も農業に依存しており、小さな産業が見られる程度である。エリー湖に面してロングビーチ（Long Beach）があり、夏の観光地となっている。